# Windows Embedded

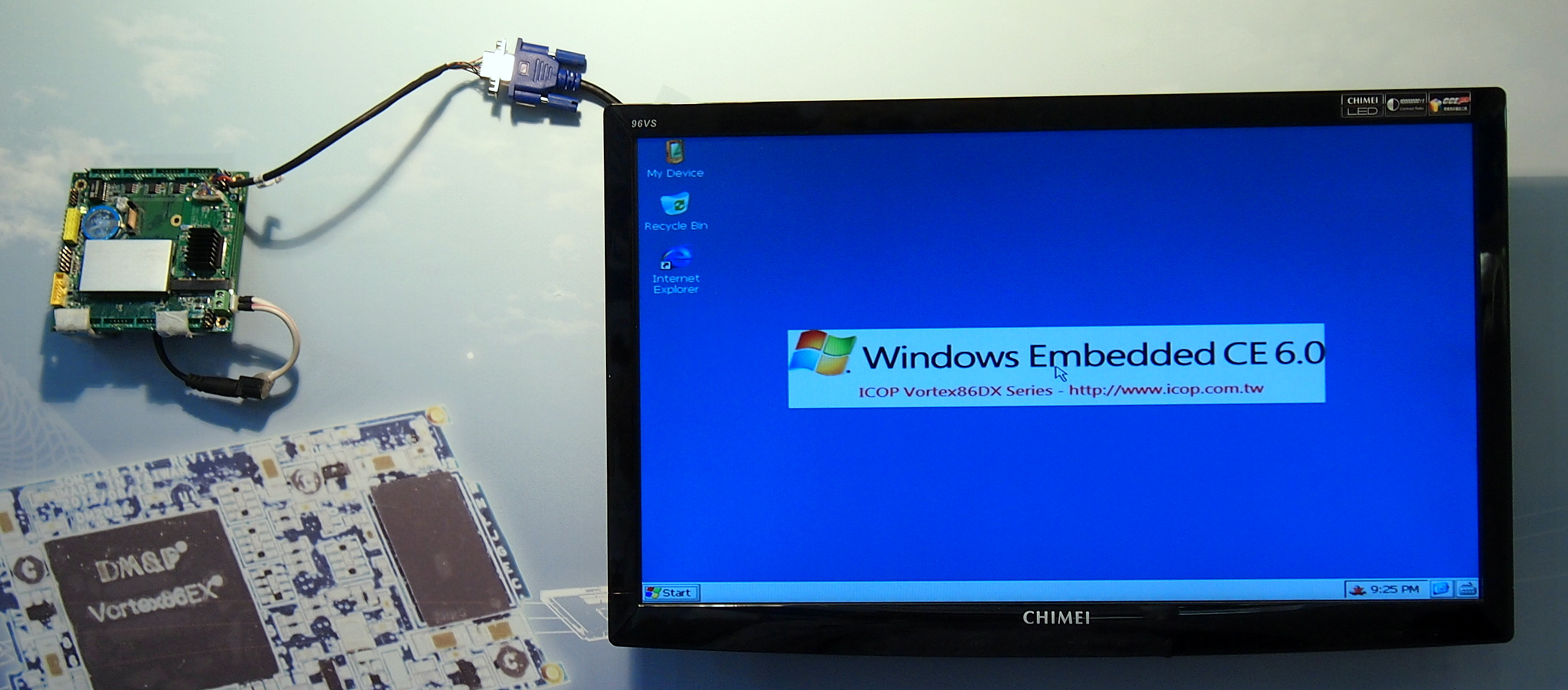
Windows Embedded CE 6.0

Windows Embedded（ウィンドウズ エンベデッド） は、マイクロソフトが開発して提供している組み込み機器を対象とした組み込みオペレーティングシステム (OS) のファミリーの総称である。1996年に Windows CE をリリースして以来、組み込み機器を対象とした製品の増え、名称もいくつか異なっていたが、2008年4月に Windows Embedded ファミリーとして製品体系と名称が整理された。Windows CE や Windows NT系の OS をベースとして、多くの用途の組み込み製品を対象とする。
2015年からは Windows IoT ファミリーとして整理され、後継となるWindows 10 IoTがリリースされている。

## Windows IoT ファミリー

### IoT Enterprise
Windows IoT Enterprise は Windows Enterprise を基にしている。Embedded Standard や Embedded Industry の後継にあたる。ロックダウンなどのいくつかの機能が追加されており、安定稼働が重視されるATMやPOSシステムなどの産業用機器に対応する。Windows 10 IoT Enterprise、Windows 11 IoT Enterprise がある。

### IoT Core
Windows 10 IoT Core は、小型のIoTデバイスで使用される。Embedded Compact の後継にあたる。Raspberry Pi等のシングルボードコンピュータ向けに無償で提供された。バージョン1809までの提供となったが、IoT Core Services にて引き続きサポートされている。アップグレードを延期および制御する機能のあるOEM専用の IoT Core Pro も提供された。

### IoT Mobile Enterprise
Windows 10 IoT Mobile Enterprise は Windows 10 Mobile Enterprise を基にしている。Embedded Handheld の後継にあたる。Windows 10 Mobile と同様に既にサポートは終了している。

### Server IoT
Windows Server IoT は Windows Server を基にしている。Embedded Server の後継にあたる。Server IoT 2019、Server IoT 2022、Server IoT 2025 がある。

## Windows Embedded ファミリー

### Embedded Standard
Windows Embedded Standard は Windows NT系を基にしている。Windows NT 4.0 を基にした Windows NT 4.0 Embedded、Windows XP を基にした Windows XP Embedded と Windows Embedded Standard 2009、Windows 7 を基にした Windows Embedded Standard 7、Windows 8 を基にした Windows Embedded 8 Standard がある。
シンクライアントやPOSの端末といった様々なデバイスで Windows 7 などで動作するアプリケーションを実行することができる。
Windows Embedded Standard は x86 または x64 のみ対応している。

### Embedded Industry
Windows Embedded Industry は Windows Embedded Standard を基にしている。Windows Embedded POSReady の 後継であり、Windows Embedded Standard を POS 端末向けにビルドしたものである。以前は Windows Embedded for Point of Service (WEPOS) と呼ばれていた。WEPOS は Windows XP Embedded を POS 端末向けにビルドしたもので、後継の POSReady は Windows Embedded Standard 2009 を POS 端末向けにビルドしたものである。 

### Embedded Enterprise
Windows Embedded Enterprise は組み込み機器向け専用にライセンスする形態のもので、Windows XP Professional for Embedded Systems、Windows Vista for Embedded Systems、Windows 7 for Embedded Systems がある。
Windows Embedded Standard と違い、フットプリントが問題とならない製品で使用される。リアルタイム OS としてビルドすることもでき、サードパーティ製品を組み込むことで対応する。

### Embedded Compact

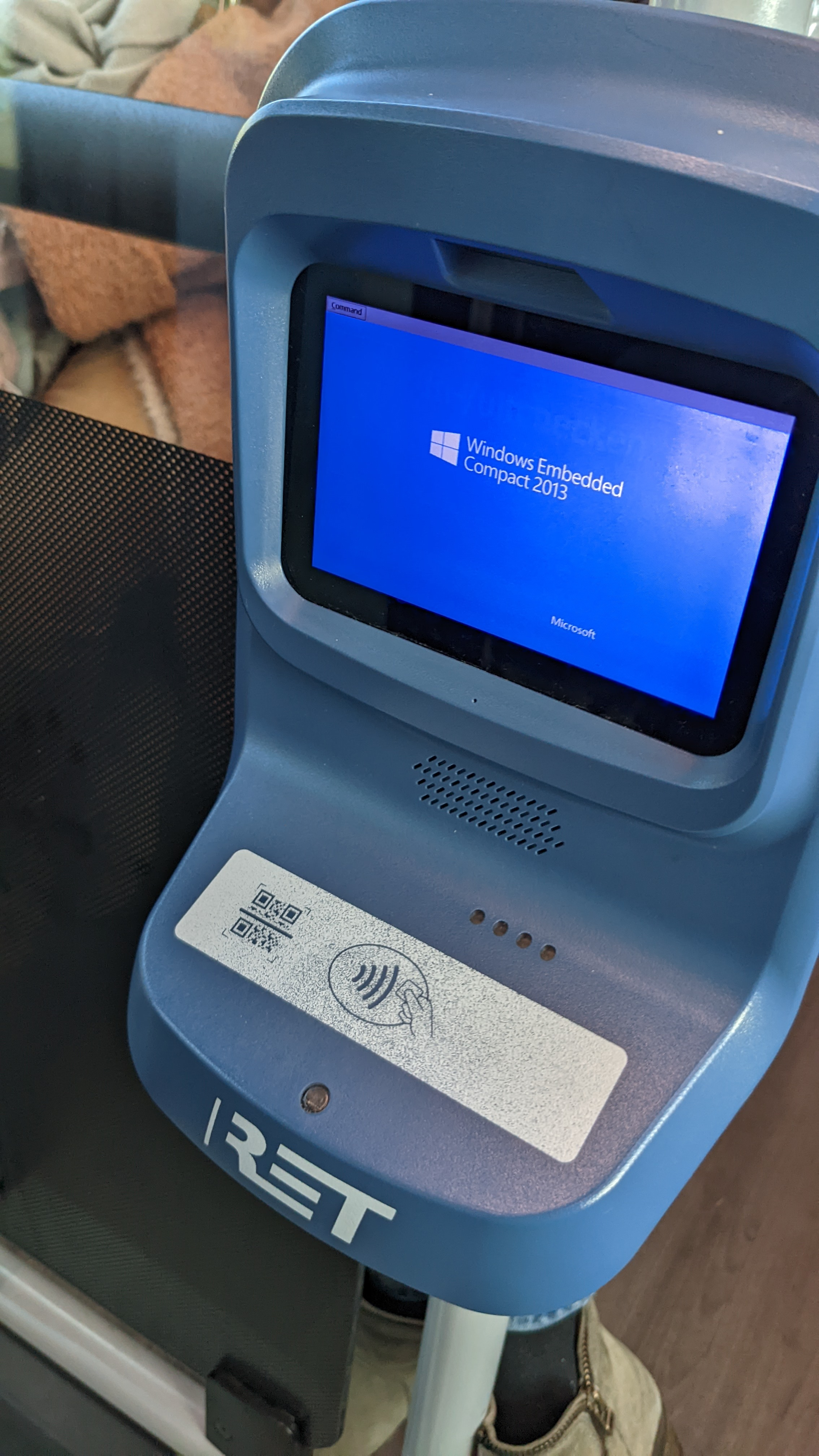
Windows Embedded Compact 2013

Windows Embedded Compact （旧称、Windows CE または Windows Embedded CE）は、小型のデバイスやハードウェア リソースが限られているデバイスで使用される。Windows Embedded Compact はリアルタイム OS としてネイティブで機能をカーネルに統合している。
消費者の情報端末用には Windows Embedded Compact を基にしたものを Windows Mobile として別に提供しており、Pocket PC を対象にした Windows Mobile Classic、スマートフォンを対象にした Windows Mobile Standard、PDA や Pocket PC の機能を持つスマートフォンを対象にした Windows Mobile Professional、車載情報システムを対象にした Windows Mobile for Automotive がある。また、Windows Mobile を変更したバージョンのものが Creative Zen や gigabeat などの Portable Media Center で採用された。
Windows Embedded Compact は ARM、MIPS、SuperH、x86 に対応している。

### Embedded Automotive
Windows Embedded Automotive は Windows Embedded Compact を基にしている。Windows Embedded Automotive は自動車や鉄道車両のモニタ装置、カーナビゲーションシステム、車内案内表示装置などの車載情報システムのためにビルドされたものである。

### Embedded Handheld
Windows Embedded Handheld は Windows Embedded Compact と Windows Mobile を基にしている。Handheld は Windows Mobile を採用しているため通話する機能は含まれているが、一般的な携帯電話として機能することを必要としない端末で使用される。
Windows Embedded Enterprise は x86 または x64 のみ対応している。

### Embedded NavReady
Windows Embedded NavReady は Windows Embedded Compact を基にしている。PND に特化したもの。Windows Embedded NavReady 2009 がある。

### Embedded Server
Windows Embedded Server は Windows Server を基にしている。2009年3月に Windows Embedded ファミリーに追加された。Windows Server 2003 For Embedded Systems、Windows Server 2003 R2 For Embedded Systems、Windows Server 2008 For Embedded Systems、Windows Server 2008 R2 For Embedded Systems がある。Windows Embedded Server は Standard と Enterprise エディションがある。
Windows Embedded Server は x86 に対応し、Windows Server 2008 R2 For Embedded Server からは x64 のみに対応する。